# 大垣市勤労者総合福祉センター
大垣市勤労者総合福祉センター（おおがきしきんろうしゃそうごうふくしセンター）は、岐阜県大垣市長松町にある公共施設。「サンワーク大垣」とも称する。

## 概要
- 主に大垣市内の中小企業の勤労者の福祉の充実、勤労意欲の向上などを目的とした施設である。
- 一般財団法人大垣勤労者福祉サービスセンターが指定管理者となっている。

## 施設
3階
- ふれあいホール
- ラウンジホール

2階
- ラウンジ
- 視聴覚研修室
- 会議室1
- 会議室2

1階
- 交流サロン
- 趣味創作室
- 和室
- 音楽スタジオ

## 主な機関、団体
- 一般財団法人大垣勤労者福祉サービスセンター

## 開館時間
- 9時～21時　（月曜日と水曜日は9時～17時）
- 休館日は年末年始（12月29日から1月3日）

## 交通アクセス
- 名阪近鉄バス「長松住宅前」バス停より徒歩約7分。
  - 大垣駅（大垣駅前バスのりば）より稲葉線「稲葉団地」行き。
- 東海道本線（赤坂支線）荒尾駅下車、徒歩約30分。

## その他
- よく似た名称の大垣市の公共施設として、大垣市長松町に大垣市総合福祉会館がある。